# Paulo Ferreira
Paulo Ferreira, född 18 januari 1979 i Cascais, är en portugisisk före detta fotbollsspelare (back) som bland annat spelade för den engelska Premier League-klubben Chelsea FC. 
Han kom till Chelsea tillsammans med Ricardo Carvalho och tränaren José Mourinho. Paulo Ferreira var José Mourinhos första värvning för Chelsea. Han vann UEFA-cupen 2002/2003 och året efter vann han Champions League med FC Porto. Ferreira har totalt vunnit tre Premier League guld, två ligacup guld, två Community shield, fyra FA-cup guld, Champions League guld och Europa League med Chelsea FC. Ferreira avslutade sin karriär i och med säsongen 2012/2013 och hade då spelat nio säsonger för Chelsea.

## Meriter

### Porto
- UEFA-cupen: 2002/2003
- Champions League: 2003/2004
- Portugisiska ligan: 2002/2003, 2003/2004

### Chelsea
- Premier League: 2004/2005, 2005/2006, 2009/2010
- FA-cupen: 2007, 2009, 2010, 2012
- FA Community Shield: 2005, 2009
- Engelska ligacupen: 2005, 2007, andraplats 2008
- Champions League: andraplats 2008, 2012
- Europa League: 2013